# 새뮤얼 L. 잭슨
새뮤얼 리로이 잭슨(영어: Samuel L. Jackson, 1948년 12월 21일 ~ )은 새뮤얼 L. 잭슨(영어: Samuel L. Jackson)으로 잘 알려진 미국의 배우이다. 그는 《좋은 친구들》(1990), 《정글 피버》(1991), 《패트리어트 게임》(1992), 《흑백 소동》(1993), 《트루 로맨스》(1993), 《쥬라기 공원》(1993)등의 영화로 1990년대 초반 유명세를 얻었고, 쿠엔틴 타란티노 감독과 협연한 《펄프 픽션》(1994), 《재키 브라운》(1994), 《장고: 분노의 추적자》(2012), 《헤이트풀8》(2015)로 찬사를 받았다. 그는 《다이 하드 3》(1995), 《언브레이커블》(2000), 《샤프트》(2000), 《51번째 주》(2001), 《사무엘 잭슨의 블랙스네이크》(2006), 《스네이크 온 어 플레인》(2006)과 《스타 워즈 프리퀄 3부작》(1999-2005)을 포함한 100여 편의 영화에 출연했다.
잭슨의 승낙 하에, 그의 초상권은 마블 코믹스의 닉 퓨리 캐릭터의 얼티밋 버전에 사용되었다. 그는 또한 마블 시네마틱 유니버스(MCU) 영화 《아이언맨》(2008), 《아이언맨 2》(2010), 《토르: 천둥의 신》(2011), 《퍼스트 어벤저》(2011), 《어벤져스》(2012), 《캡틴 아메리카: 윈터 솔져》(2014), 《어벤져스: 에이지 오브 울트론》(2015), 《어벤져스: 인피니티 워》(2018)와 TV 쇼 《에이전트 오브 쉴.드.》,  어벤져스: 엔드게임 (2019)에 출연하였다. 잭슨은 픽사 애니메이션 스튜디오의 영화 《인크레더블》(2004)에서 루이스 베스트/프로존 역할, 《스타 워즈: 클론 전쟁》(2008)에서 메이스 윈두 역할, 애니메이션 TV 시리즈 《아프로 사무라이》(2007)에서 아프로 사무라이 역할과 비디오 게임 《Grand Theft Auto: San Andreas》에서 프랭크 텐페니 역할을 비롯하여 여러 가지 애니메이션 영화, TV 시리즈 및 비디오 게임에 목소리 연기를 하였다. 잭슨은 2011년 10월에 총 수익률이 가장 높은 배우로 프랭크 웰커를 능가하는 중대한 상업적인 찬사를 받았고, 그는 수많은 상을 수상했다. 잭슨은 영화사당 평균 7,050만 달러의 총 흥행 수익과 51억 달러 이상의 흥행 수익을 올린 가장 높은 수익을 거둔 영화 배우 중 한 명이다. 카메오 출연을 제외한 그의 영화의 전세계 흥행 수입은 120억 달러가 넘는다.

## 성장 과정
새뮤얼 리로이 잭슨은 1948년 12월 21일, 워싱턴 D.C.에서 로이 헨리 잭슨과 엘리자베스 (결혼 전 성씨는 몽고메리)의 아들로 태어났다. 그는 테네시주 채터누가에서 유일한 아이로 성장했다. 그의 아버지는 미주리주 캔자스시티 시에서 가족과 떨어져 살았고, 이후에 알코올 중독으로 사망했다. 잭슨은 평생 두 번만 아버지를 만났다고 한다. 잭슨의 어머니는 공장 노동자였고, 어려운 가정 형편으로 외조부모 밑에서 자랐다. DNA 검사에 따르면 잭슨은 가봉의 벵가인의 후손으로 밝혀졌다.
잭슨은 여러 분리 학교에 다녔고, 채터누가의 리버사이드 고등학교를 졸업했다. 3학년과 12학년 사이에 그는 학교 오케스트라에서 프렌치 호른과 트럼펫을 연주했다. 어린 시절, 그는 말더듬증이 있었다. 처음에는 해양 생물학 학위 취득을 목표로 그루지아 애틀랜타에 위치한 모어하우스대학에 다녔다. 1972년 졸업하기 전에 그는 "Just Us Theatre"를 공동 창립했다.

## 사생활

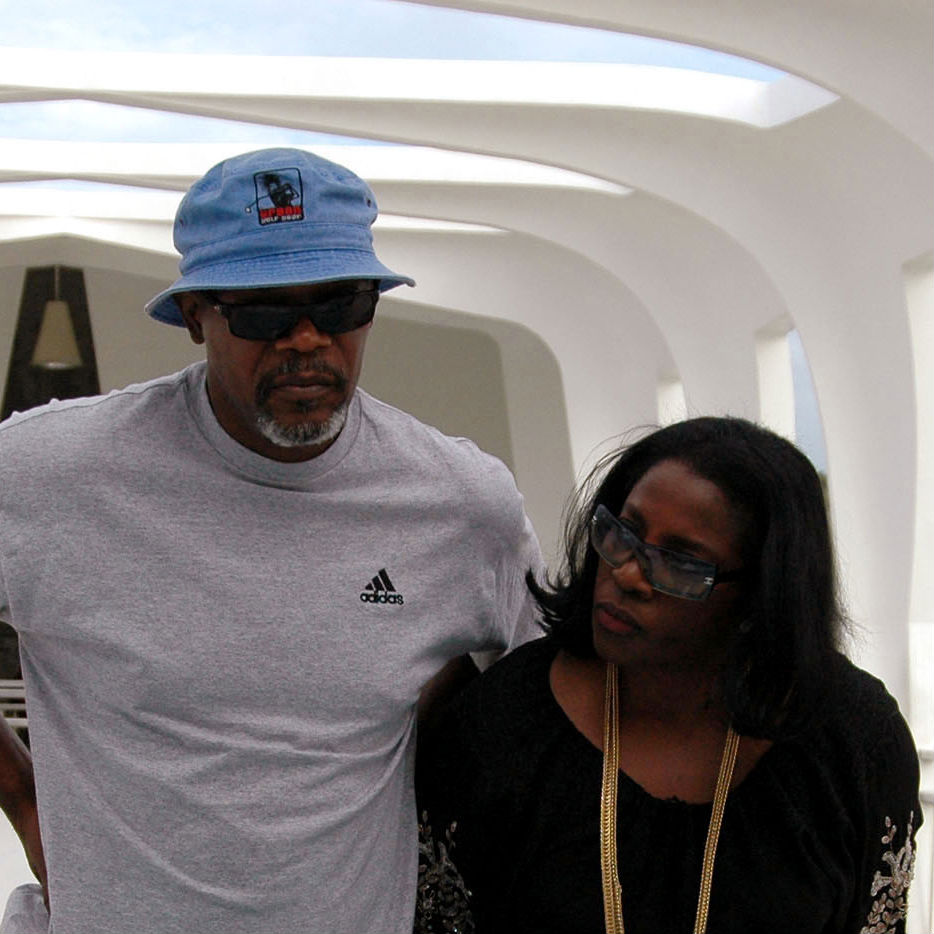
2005년 잭슨과 그의 아내 라타냐 리차드슨

1980년, 잭슨은 모어하우스대학에 다니면서 만난 여배우이자 스포츠 채널 프로듀서 라타냐 리차드슨과 결혼했다. 이들 부부에게는 조 잭슨(1982년 출생)이라는 딸이 한 명 있다. 2009년에, 그들은 자선 단체를 설립하여 교육 지원을 도왔다. 그는 또한 쥴스 윈필드, 샤프트, 메이스 윈두, 프로존과 같은 영화에서 그가 연기한 캐릭터의 액션 피규어를 수집하는 것을 즐긴다.

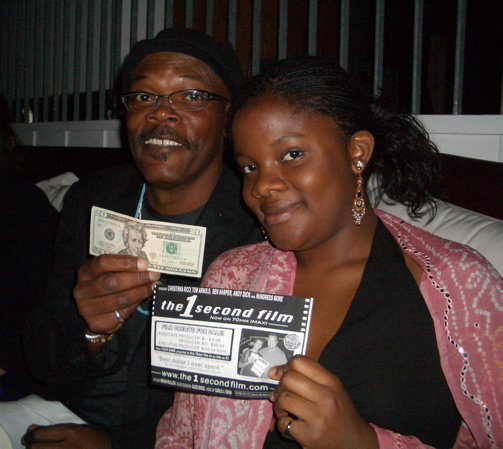
2004년 잭슨과 그녀의 딸 조

잭슨은 대머리이지만 가발을 착용하고 있다. 그의 첫 번째 대머리 역할은 《화이트 히어로》였다. 그는 대개 자신이 연기하는 캐릭터마다 헤어스타일을 직접 고르고 있다. 잭슨은 영화 촬영 중 골프를 치는 영화 계약 조항을 갖고 있다. 그는 게리 플레이어가 주최하는 게리 플레이어 초청 자선 골프 대회에서 남아프리카의 어린이를 위한 기금 모금을 도왔다. 잭슨은 토론토 랩터스와 할렘 글로브 트로터스를 지원하는 열혈한 농구 팬이다. 그는 《51번째 주》에 출연 한 이후 축구팀 리버풀 FC을 지원하고 있다. 그는 또한 아일랜드의 축구클럽 보헤미안 FC를 지원하고 있다.
잭슨은 텍사스주 텍사스에 있는 버락 오바마를 위한 2008년 민주당 예비 선거 도중 잭슨은 운동에 참여했다. 2013년 6월 잭슨은 Prizeo와 공동 캠페인을 시작하여 알츠하이머 병 퇴치를 위한 기금 마련에 노력했다. 캠페인의 일환으로 그는 다양한 팬 글쓰기 독백과 AMC의 시리즈 《브레이킹 배드》에서 인기있는 장면을 낭송했다. 2013년 8월, 그는 건강에 대한 이유로 비건 채식을 시작했으며, 그는 "단지 오래 살려고 노력하고 있다"고 그의 새로운 식단에 40 lb(파운드)의 체중 감량을 하고 있다고 설명했다. 그는 남성에게 고환암에 대해 알리고 "스스로 체크 아웃"을 촉구하는 "소년을 위한 하나"라는 캠페인을 시작했다.

## 필모그래피

### 영화
| 연도 | 제목                                                                               | 역할                            | 참고                          |
| ---- | ---------------------------------------------------------------------------------- | ------------------------------- | ----------------------------- |
| 1972 | 함께한 날 Together for Days                                                        | 스탠 리                         |                               |
| 1980 | 익스터미네이터 The Exterminator                                                    | 크레딧에 안올라간 엑스트라      |                               |
| 1981 | 래그타임 Ragtime                                                                   | 갱 멤버 No. 2                   |                               |
| 1987 | 매직 스틱스 Magic Sticks                                                           | 범                              | 크레딧에는 샘 잭슨으로 올라감 |
| 1987 | 에디 머피 로 Eddie Murphy Raw                                                      | 에디의 삼촌                     | 코미디 스케치                 |
| 1988 | 구혼 작전 Coming to America                                                        | Hold-Up Man                     |                               |
| 1988 | 스쿨데이즈 School Daze                                                             | 리즈                            |                               |
| 1989 | 똑바로 살아라 Do the Right Thing                                                   | Mister Senor Love Daddy         | 크레딧에는 샘 잭슨으로 올라감 |
| 1989 | 사랑의 파도 Sea of Love                                                            | 블랙 가이                       |                               |
| 1990 | Def by Temptation                                                                  | 가스 장관                       |                               |
| 1990 | A Shock to the System                                                              | 율리시스                        |                               |
| 1990 | 유월의 신부 Betsy's Wedding                                                        | 택시 운행 관리원                |                               |
| 1990 | 모베터 블루스 Mo' Better Blues                                                     | 매드록                          |                               |
| 1990 | 무당 3 The Exorcist III                                                            | Blind Dream Man                 |                               |
| 1990 | 좋은 친구들 Goodfellas                                                             | 파넬 스티븐 "스택스" 애드워드   |                               |
| 1990 | 할렘가의 대부 The Return of Superfly                                               | 네이트 캐벗                     |                               |
| 1991 | 엄밀한 일 Strictly Business                                                        | 먼로                            |                               |
| 1991 | 정글의 열기 Jungle Fever                                                           | 게이터 퓨리티                   |                               |
| 1992 | 돌아온 이탈자 2 Juice                                                              | 트립                            |                               |
| 1992 | 패트리엇 게임 Patriot Games                                                        | LCDR 로비 잭슨                  |                               |
| 1992 | 화이트 샌드 White Sands                                                            | 그렉 미커                       |                               |
| 1992 | 점핑 앳 더 본야드 Jumpin' at the Boneyard                                          | 미스터 심슨                     |                               |
| 1992 | 조니 수에드 Johnny Suede                                                           | B-Bop                           |                               |
| 1992 | 아버지와 아들 Fathers & Sons                                                       | 마샬                            |                               |
| 1993 | 사회에의 위협 Menace II Society                                                    | 탯 로슨                         |                               |
| 1993 | 원초적 무기 Loaded Weapon 1                                                        | Sgt. 웨스 루거                  |                               |
| 1993 | 흑백 소동 Amos & Andrew                                                            | 앤드류 스텔링                   |                               |
| 1993 | 쥬라기 공원 Jurassic Park                                                          | 레이 레이몬드 아놀드            |                               |
| 1993 | 트루 로맨스 True Romance                                                           | 빅 돈                           |                               |
| 1994 | 프레쉬 Fresh                                                                       | 샘                              |                               |
| 1994 | 펄프 픽션 Pulp Fiction                                                             | 줄스 윈필드                     |                               |
| 1994 | 뉴에이지 The New Age                                                               | 데일                            |                               |
| 1994 | 뱅뱅 Hail Caesar                                                                   | 우편집배원                      |                               |
| 1994 | 웨스트 포인트의 차별 Assault at West Point: The Court-Martial of Johnson Whittaker | 리처드 테오도르 그리너          |                               |
| 1995 | 이중 노출 Kiss of Death                                                            | 캘빈 하트                       |                               |
| 1995 | 다이하드 3 Die Hard with a Vengeance                                               | 제우스 카버                     |                               |
| 1995 | 모정 Losing Isaiah                                                                 | 카다르 루이스                   |                               |
| 1995 | 플루크 Fluke                                                                       | 럼보 (목소리 출연)              |                               |
| 1996 | 화이트 히어로 The Great White Hype                                                 | Rev. 프레드 설탠                |                               |
| 1996 | 타임 투 킬 A Time to Kill                                                          | 칼 리 해일리                    |                               |
| 1996 | 롱 키스 굿 나잇 The Long Kiss Goodnight                                            | 밋치 헤니시                     |                               |
| 1996 | 리노의 도박사 Hard Eight                                                           | 지미                            |                               |
| 1996 | 트리스 라운지 Trees Lounge                                                         | 웬딜                            |                               |
| 1996 | Teens and Guns: Preventing Violence                                                | 자신                            | Used in schools               |
| 1996 | 애꾸눈 지미를 찾아서 The Search for One-eye Jimmy                                  | 론 대령                         |                               |
| 1997 | 파이널 컷 One Eight Seven                                                          | 트레버 가필드                   |                               |
| 1997 | 이브의 시선 Eve's Bayou                                                            | 루이스 바티스트                 | 프로듀서                      |
| 1997 | 재키 브라운 Jackie Brown                                                           | 오델 로비                       |                               |
| 1998 | 스피어 Sphere                                                                      | 해리 아담스                     |                               |
| 1998 | 니고시에이터 The Negotiator                                                        | Lt. 데니 로맨                   |                               |
| 1998 | 레드 바이올린 The Red Violin                                                       | 찰스 모리츠                     |                               |
| 1998 | 표적 Out of Sight                                                                  | 헤지라 헨리                     | 크레딧에 안올라감             |
| 1999 | 스타워즈 에피소드 1: 보이지 않는 위험 Star Wars: Episode I – The Phantom Menace    | 메이스 윈두                     |                               |
| 1999 | 딥 블루 씨 Deep Blue Sea                                                           | 러셀 크랭클린                   |                               |
| 2000 | 룰즈 어브 인게이지먼트 Rules of Engagement (film)\|Rules of Engagement             | Col. 테리 L. 칠더스             |                               |
| 2000 | 샤프트 Shaft                                                                       | 존 샤프트                       |                               |
| 2000 | 언브레이커블 Unbreakable'                                                          | 엘리야 프라이스/ 글래스         |                               |
| 2001 | 케이브맨 The Caveman's Valentine                                                   | 로물루스 레드베터               | 총괄 프로듀서                 |
| 2001 | 51번째 주 The 51st State                                                           | 엘모 맥엘로리                   |                               |
| 2002 | 체인징 레인스 Changing Lanes                                                       | 도일 깁슨                       |                               |
| 2002 | 스타워즈 에피소드 2: 클론의 습격 Star Wars: Episode II – Attack of the Clones      | 메이스 윈두                     |                               |
| 2002 | 트리플 엑스 xXx                                                                    | 오거스터스 기븐스 요원          |                               |
| 2002 | 노 굿 디드 No Good Deed                                                            | 잭 프리어 경찰                  |                               |
| 2003 | 베이직 Basic                                                                       | 나단 웨스트 경사                |                               |
| 2003 | S.W.A.T. 특수기동대 S.W.A.T.                                                       | Sgt. 댄 혼도 하렐슨             |                               |
| 2004 | 트위스티드 Twisted                                                                 | 존 밀스                         |                               |
| 2004 | 킬빌 2 Kill Bill: Volume 2                                                         | 루퍼스                          |                               |
| 2004 | 인크레더블 The Incredibles                                                         | 루시우스 베스트/프로존 (목소리) | 애니메이션 영화               |
| 2004 | 인 마이 컨트리 In My Country                                                       | 랭스턴 화이트필드               |                               |
| 2004 | Unforgivable Blackness: The Rise and Fall of Jack Johnson                          | 잭 존슨                         | 다큐멘터리; 목소리 출연       |
| 2004 | N 워드 The N-Word                                                                  | 자신                            | 다큐멘터리                    |
| 2005 | 코치 카터 Coach Carter                                                             | 켄 카터 코치                    |                               |
| 2005 | 트리플 엑스 2: 넥스트 레벨 XXX: State of the Union\|xXx: State of the Union        | 오거스터스 기븐스 요원          |                               |
| 2005 | 스타워즈 에피소드 3: 시스의 복수 Star Wars: Episode III – Revenge of the Sith      | 메이스 윈두                     |                               |
| 2005 | 더 맨 The Man                                                                      | 데릭 반                         |                               |
| 2006 | 프리덤랜드 Freedomland                                                             | 로렌조 카운실                   |                               |
| 2006 | 스네이크 온 어 플레인 Snakes on a Plane                                            | 넬빌 플린 요원                  |                               |
| 2006 | 홈 어브 더 브레이브 Home of the Brave                                              | 닥터 윌 마시                    |                               |
| 2007 | 펭귄의 소극 Farce of the Penguins                                                  | 내레이션 (목소리 출연)          |                               |
| 2007 | 사무엘 잭슨의 블랙스네이크 Black Snake Moan                                        | 라자루스 우드스                 | Sang on soundtrack            |
| 2007 | 1408                                                                               | 제랄드 올린                     |                               |
| 2007 | 더 챔프 : 분노의 주먹 Resurrecting the Champ                                       | 밥 새터필트                     |                               |
| 2007 | 클리너 Cleanr                                                                      | 톰 카버                         |                               |
| 2008 | 점퍼 Jumper                                                                        | 롤랜드 콕스 요원                |                               |
| 2008 | 아이언 맨 Iron Man                                                                 | 닉 퓨리                         | 크레딧에 안올라간 카메오      |
| 2008 | 스타워즈: 클론의 전쟁 Star Wars: The Clone Wars                                    | 메이스 윈두 (목소리 출연)       |                               |
| 2008 | 레이크뷰 테라스 Lakeview Terrace                                                   | 아벨 터너                       |                               |
| 2008 | 소울맨 Soul Men                                                                    | 루이스 힌즈                     |                               |
| 2008 | 스피릿 The Spirit                                                                  | 더 옥토퍼스                     |                               |
| 2008 | 가스펠 힐 Gospel Hill                                                              | 폴 말콤                         | 크레딧에 안올라감             |
| 2009 | 아스트로 보이: 아톰의 귀환 Astro Boy                                               | 조그 (더빙)                     | 애니메이션 영화               |
| 2009 | 마더 앤드 차일드 Mother and Child                                                  | 폴                              |                               |
| 2009 | 바스터즈: 거친 녀석들 Inglourious Basterds                                         | 내레이션 (목소리 출연)          | 크레딧에 안올라감             |
| 2010 | 퀀텀 퀘스트: 어 캐시니 스페이스 오딧세이 Quantum Quest: A Cassini Space Odyssey    | 피어 (목소리 출연)              |                               |
| 2010 | 언싱커블 Unthinkable                                                               | 헨리 해롤드 험프리스            |                               |
| 2010 | 아이언맨 2 Iron Man 2                                                              | 닉 퓨리                         |                               |
| 2010 | 디 아더 가이스 The Other Guys                                                      | P.K. 하이스미스 형사            |                               |
| 2011 | 아프리칸캣츠 African Cats                                                          | 내레이션 (목소리 출연)          |                               |
| 2011 | 토르: 천둥의 신 Thor                                                               | 닉 퓨리                         | 크레딧에 안올라간 카메오      |
| 2011 | 퍼스트 어벤저 Captain America: The First Avenger                                   | 닉 퓨리                         | 크레딧에 안올라간 카메오      |
| 2011 | 아레나 Arena                                                                       | 로건                            |                               |
| 2012 | 사마리탄 Fury                                                                      | 폴리                            |                               |
| 2012 | 어벤져스 The Avengers                                                              | 닉 퓨리                         |                               |
| 2012 | 미팅 이블 Meeting Evil                                                             | 리치                            |                               |
| 2012 | 잠베지아: 신비한 나무섬의 비밀 Zambezia                                            | 텐다이 (더빙)                   | 애니메이션 영화               |
| 2012 | 장고: 분노의 추적자 Django Unchained                                               | 스티븐                          |                               |
| 2013 | 터보 Turbo                                                                         | 위플래시 (더빙)                 | 애니메이션 영화               |
| 2013 | 올드보이 Oldboy                                                                    | 차니                            |                               |
| 2014 | 리저너블 다우트 Reasonable Doubt                                                   | 클린톤 데이비스                 |                               |
| 2014 | 로보캅 RoboCop                                                                     | 패트릭 "팻" 노박                |                               |
| 2014 | 캡틴 아메리카: 윈터 솔져 Captain America: The Winter Soldier                       | 닉 퓨리                         |                               |
| 2014 | 카이트 Kite                                                                        | 칼 에이커                       |                               |
| 2014 | 빅 게임 Big Game                                                                   | 윌리엄 알렌 무어 대통령         |                               |
| 2015 | 킹스맨: 시크릿 에이전트 Kingsman: The Secret Service                               | 리치몬드 발렌타인               |                               |
| 2015 | 어벤져스: 에이지 오브 울트론 Avengers: Age of Ultron                               | 닉 퓨리                         |                               |
| 2015 | 킬러 인 하이스쿨 Barely Lethal                                                     | 하드만                          |                               |
| 2015 | 시라크 Chi-Raq                                                                     | 돌메데스                        |                               |
| 2015 | 헤이트풀8 The Hateful Eight"'                                                      | 현상금 사냥꾼 워런 마퀴스       |                               |
| 2016 | 셀: 인류 최후의 날 Cell                                                            | 톰 맥코트                       |                               |
| 2016 | 레전드 오브 타잔 The Legend of Tarzan                                              | 조지 워싱턴 윌리엄스            |                               |
| 2016 | 아이 엠 낫 유어 니그로 I Am Not Your Negro                                         | 내레이션 (목소리 출연)          |                               |
| 2016 | 미스 페레그린과 이상한 아이들의 집 Miss Peregrine's Home for Peculiar Children     | 바론                            |                               |
| 2016 | Eating You Alive                                                                   | 자신                            |                               |
| 2017 | 트리플 엑스 리턴즈 xXx: Return of Xander Cage                                      | NSA 요원 오거스터스 기븐스      |                               |
| 2017 | 콩: 스컬 아일랜드 Kong: Skull Island                                               | 프레스턴 패커드 중령            |                               |
| 2017 | 킬러의 보디가드 The Hitman's Bodyguard                                             | 다리우스 킨케이드               |                               |
| 2017 | 유니콘 스토어 Unicorn Store                                                        | 판매원                          |                               |
| 2018 | 어벤져스: 인피니티 워 Avengers: Infinity War                                       | 닉 퓨리                         | 후반부 쿠키영상에 잠시 등장   |
| 2018 | 인크레더블 2 Incredibles 2                                                         | 루시우스 베스트/프로존 (목소리) | 애니메이션 영화               |
| 2018 | 라이프 잇셀프 Life Itself                                                          | 본인                            |                               |
| 2019 | 글래스 Glass                                                                       | 엘리야 프라이스/ 글래스         |                               |
| 2019 | 캡틴 마블 Captain Marvel                                                           | 닉 퓨리                         |                               |
| 2019 | 어벤져스: 엔드게임 Avengers: Endgame                                               | 닉 퓨리                         |                               |
| 2019 | 스파이더맨: 파 프롬 홈 Spider-Man: Far From Home                                   | 닉 퓨리                         |                               |
| 2019 | 라스트 풀 메저 The Last Full Measure                                               | 빌리 타코다                     |                               |
| 2019 | 샤프트 Shaft                                                                       | 존 샤프트                       |                               |
| 2020 | 뱅커 The Banker                                                                    | 조 모리스                       | 총괄 프로듀서                 |
| 2021 | 스파이럴 Spiral: From the Book of Saw                                              | 마커스 뱅크스                   |                               |
| 2021 | 킬러의 보디가드2 The Hitman's Wife's Bodyguard                                     | 다리우스 킨케이드               |                               |
| 2021 | 킬링 카인드: 킬러의 수제자 The Protegei                                            | 무디                            |                               |
| 2022 | 블레이드 퍼피 워리어 Blazing Samurai                                               | 짐보 (더빙)                     | 애니메이션 영화               |
| 2023 | 더 마블스 The Marvels                                                              | 닉 퓨리                         |                               |
| 2024 | 가필드 더 무비 The Garfield Movie                                                  | 빅 (더빙)                       | 애니메이션 영화               |
| 2024 | 아가일 Argylle                                                                     | 엘프리드 솔로몬                 |                               |

### 텔레비전
| 연도      | 제목                                                          | 역할                                      | 참고                                                                  |
| --------- | ------------------------------------------------------------- | ----------------------------------------- | --------------------------------------------------------------------- |
| 1976      | 무빙 온 Movin' On                                             | 패트롤맨                                  | 에피소드: "Woman of Steel"                                            |
| 1977      | The Displaced Person                                          | 설크                                      | 텔레비전 영화                                                         |
| 1978      | Milo Muse the Rabbit                                          | 존슨 휘터커                               | 텔레비전 영화                                                         |
| 1986–1987 | 탐정 스펜서 Spenser: For Hire                                 | 르로이 클랜시 / 네드                      | 2 에피소드                                                            |
| 1987      | 엉클톰스캐빈 Uncle Tom's Cabin                                | 조지                                      | 텔레비전 영화                                                         |
| 1989      | Dead Man Out                                                  | 캘빈 프레더릭스                           | 텔레비전 영화                                                         |
| 1989      | The Days and Nights of Molly Dodd                             | 엘비스 형제                               | 에피소드: "Here's Why You Should Always Make Your Bed in the Morning" |
| 1991      | 로앤오더 Law & Order                                          | Taggert                                   | 에피소드: "The Violence of Summer"                                    |
| 1992      | 고스트라이터 Ghostwriter                                      | 레기 제킨스                               | 3 에피소드                                                            |
| 1994      | 어게인스트 더 월 Against the Wall                             | 자말                                      | 텔레비전 영화                                                         |
| 1995      | Shaquille O'Neal: Larger than Life                            | 내레이션 (목소리 출연)                    | 다큐멘터리                                                            |
| 1997      | Happily Ever After: Fairy Tales for Every Child               | 더 메이어 (목소리 출연)                   | 에피소드: "The Pied Piper"                                            |
| 1998      | 1998 MTV 무비 어워드 1998 MTV Movie Awards                    | 자신 (호스트)                             | 텔레비전 스페셜                                                       |
| 1998      | 새터데이 나이트 라이브 Saturday Night Live                    | 자신 (호스트)                             | 에피소드: "Samuel L. Jackson/Ben Folds Five"                          |
| 2001      | The Proud Family                                              | 조셉 (목소리 출연)                        | 에피소드: "Seven Days of Kwanzaa"                                     |
| 2002      | Fighting for Freedom: Revolution & Civil War                  | 내레이션 (목소리 출연)                    | 다큐멘터리                                                            |
| 2002      | The Art of Action: Martial Arts in the Movies                 | 자신 (호스트)                             | 텔레비전 호스트                                                       |
| 2002      | Unchained Memories: Readings from the Slave Narratives        | 내레이션 (목소리)                         | 다큐멘터리                                                            |
| 2003      | Doggy Fizzle Televizzle                                       | 자신                                      | 에피소드: "Pilot                                                      |
| 2005–2010 | The Boondocks                                                 | 진 러미 (목소리 출연)                     | 8 에피서드                                                            |
| 2005      | Extras                                                        | 자신                                      | 에피소드: "Samuel L. Jackson"                                         |
| 2005      | 2005 스파이크 비디오 게임 어워드 2005 Spike Video Game Awards | 자신 (호스트)                             | 텔레비전 스페셜                                                       |
| 2006      | Honor Deferred                                                | 내레이션 (목소리 출연)                    | 다큐멘터리                                                            |
| 2006      | 2006 스파이크 비디오 게임 어워드 2006 Spike Video Game Awards | 자신 (호스트)                             | 텔레비전 스페셜                                                       |
| 2007      | Afro Samurai                                                  | 아프로 사무라이 / 닌자 닌자 (목소리 출연) | 5 에피소드; 또한 총괄 프로듀서                                        |
| 2007      | Respect Yourself: The Stax Records Story                      | 내레이션 (목소리 출연)                    | 다큐멘터리                                                            |
| 2007      | 2007 스파이크 비디오 게임 어워드 2007 Spike Video Game Awards | 자신 (호스트)                             | 텔레비전 스페셜                                                       |
| 2009      | 아프로 사무라이 - 부활 Afro Samurai: Resurrection             | 아프로 사무라이 / 닌자 닌자 (목소리 출연) | 텔레비전 영화; 또한 프로듀서                                          |
| 2009      | Uneven Fairways                                               | 내레이션 (목소리 출연)                    | 다큐멘터리                                                            |
| 2011      | The Sunset Limited                                            | 블랙 맨                                   | 텔레비전 영화                                                         |
| 2011      | Prohibition                                                   | 리더 (목소리 출연)                        | 1 에피소드                                                            |
| 2011      | Curiosity                                                     | 자신 (호스트)                             | 에피소드: "How Will the World End?"                                   |
| 2012      | 2012 스파이크 비디오 게임 어워드 2012 Spike Video Game Awards | 자신 (호스트)                             | 텔레비전 스페셜                                                       |
| 2012      | The Colbert Report                                            | 광고 내레이션 (목소리 출연)               | 에피소드: "Carrie Rebora Barratt"                                     |
| 2013      | 제너레이션즈 Generations                                      | 자신                                      | 1 에피소드                                                            |
| 2013–2014 | 에이전트 오브 쉴.드. Agents of S.H.I.E.L.D.                   | 닉 퓨리                                   | 2 에피소드                                                            |
| 2014      | 블랙 다이너마이트 Black Dynamite                              | 캡틴 퀸턴 (목소리 출연)                   | 에피소드: "Black Jaws!" or "Finger Lickin' Chicken of the Sea"        |
| 2022      | 시크릿 인베이전 Secret Invasion                               | 닉 퓨리                                   |                                                                       |

### 웹
| 연도 | 제목                                             | 역할 | 참고               |
| ---- | ------------------------------------------------ | ---- | ------------------ |
| 2012 | The Sad Off: Samuel L. Jackson vs. Anne Hathaway | 자신 | Funny or Die short |
| 2013 | Everything is Samuel L. Jackson's Fault          | 자신 | Funny or Die short |

### 비디오 게임
| 연도 | 제목                                               | 역할                        | 참고     |
| ---- | -------------------------------------------------- | --------------------------- | -------- |
| 2004 | The Incredibles                                    | 루이스 베스트/프로존        |          |
| 2004 | Grand Theft Auto: San Andreas                      | 프랭크 텐페니 장교          |          |
| 2008 | Afro Samurai                                       | 아프로 사무라이 / 닌자 닌자 |          |
| 2010 | Heroes of Newerth                                  | 사무엘 잭슨 아나운서        |          |
| 2010 | Iron Man 2                                         | 닉 퓨리                     |          |
| 2011 | Lego Star Wars III: The Clone Wars                 | 메이스 윈두 (목소리 출연)   | 2 캐릭터 |
| 2014 | Disney Infinity: Marvel Super Heroes (2.0 Edition) | 닉 퓨리                     |          |
| 2015 | Disney Infinity 3.0                                | 닉 퓨리                     |          |

### 오디오 북
| 연도 | 제목                 |
| ---- | -------------------- |
| 2011 | Go the Fuck to Sleep |
| 2012 | A Rage in Harlem     |

## 수상 및 후보
| 연도 | 작품                                  | 상                                                     | 부문                                              | 결과 | 출처   |
| ---- | ------------------------------------- | ------------------------------------------------------ | ------------------------------------------------- | ---- | ------ |
| 1991 | 정글의 열기                           | 캔자스시티 영화 비평가 협회                            | 최우수 남우조연상                                 | 수상 |        |
| 1991 | 정글의 열기                           | 뉴욕 영화 비평가 협회                                  | 최우수 남우조연상                                 | 수상 |        |
| 1991 | 정글의 열기                           | 시카고 영화 비평가 협회                                | 최우수 남우조연상                                 | 후보 |        |
| 1994 | 펄프 픽션                             | 텍사스 영화 비평가 협회                                | 최우수 남우주연상                                 | 수상 |        |
| 1994 | 펄프 픽션                             | 내셔널 소사이어티 오브 필름 크리틱스(전미 비평가 협회) | 최우수 남우주연상                                 | 후보 |        |
| 1994 | 펄프 픽션                             | 내셔널 소사이어티 오브 필름 크리틱스(전미 비평가 협회) | 최우수 남우조연상                                 | 후보 |        |
| 1994 | 펄프 픽션                             | 뉴욕 영화 비평가 협회                                  | 최우수 남우조연상                                 | 후보 |        |
| 1994 | 펄프 픽션                             | 시카고 영화 비평가 협회                                | 최우수 남우주연상                                 | 후보 |        |
| 1994 | 펄프 픽션                             | 미국 배우 조합상(스크린 액터 길드 어워드)              | 영화 부문 최우수 남우주연상                       | 후보 |        |
| 1994 | 어게인스트 더 월                      | 골든 글로브상                                          | 텔레비전 영화 미니시리즈 부문 최우수 남우주연상   | 후보 | [ 50 ] |
| 1994 | 펄프 픽션                             | 골든 글로브상                                          | 영화 부문 최우수 남우조연상                       | 후보 | [ 50 ] |
| 1994 | 펄프 픽션                             | 인디펜던트 스피릿 어워드(미국 독립영화상)              | 최우수 남우주연상                                 | 수상 |        |
| 1994 | 펄프 픽션                             | 영국 아카데미상(BAFTA)                                 | 최우수 남우조연상                                 | 수상 | [ 51 ] |
| 1994 | 펄프 픽션                             | 미국 아카데미상                                        | 최우수 남우조연상                                 | 후보 | [ 52 ] |
| 1994 | 펄프 픽션                             | MTV 무비 & TV 어워드                                   | 최고의 스크린 커플상 (with 존 트라볼타)           | 후보 |        |
| 1996 | 타임 투 킬                            | 골든 글로브상                                          | 영화 부문 최우수 남우조연상                       | 후보 |        |
| 1996 | 리노의 도박사                         | 인디펜던트 스피릿 어워드(미국 독립영화상)              | 최우수 남우조연상                                 | 후보 |        |
| 1997 | 파이널 컷 / 이브의 시선 / 재키 브라운 | 샌디에이고 영화 비평가 협회                            | 바디 오브 워크상                                  | 수상 |        |
| 1997 | 재키 브라운                           | 골든 글로브상                                          | 영화 뮤지컬/코미디 부문 최우수 남우조연상         | 후보 | [ 50 ] |
| 1997 | 이브의 시선                           | 새틀라이트상(국제비평가협회)                           | 영화 부문 최우수 남우조연상                       | 수상 |        |
| 1997 | 재키 브라운                           | 베를린 국제 영화제                                     | 최우수 남우주연상(은곰상)                         | 수상 | [ 53 ] |
| 1997 | 이브의 시선                           | 인디펜던트 스피릿 어워드(미국 독립영화상)              | 최우수 첫 번째 장편상                             | 수상 |        |
| 1997 | 롱 키스 굿나잇                        | NAACP 이미지 어워드                                    | 영화 부문 최우수 남우주연상                       | 후보 |        |
| 1997 | 타임 투 킬                            | NAACP 이미지 어워드                                    | 영화 부문 최우수 남우조연상                       | 수상 |        |
| 1998 | 이브의 시선                           | NAACP 이미지 어워드                                    | 영화 부문 최우수 남우주연상                       | 후보 |        |
| 1999 | 니고시에이터                          | NAACP 이미지 어워드                                    | 영화 부문 최우수 남우주연상                       | 후보 |        |
| 2001 | 샤프트                                | 블랙 릴 어워드                                         | 최우수 남우주연상                                 | 후보 |        |
| 2001 | 샤프트                                | NAACP 이미지 어워드                                    | 영화 부문 최우수 남우주연상                       | 후보 |        |
| 2002 | 케이브맨                              | 블랙 릴 어워드                                         | 최우수 남우주연상                                 | 후보 |        |
| 2003 | 체인징 레인스                         | 블랙 릴 어워드                                         | 최우수 남우주연상                                 | 후보 |        |
| 2003 | 체인징 레인스                         | NAACP 이미지 어워드                                    | 영화 부문 최우수 남우주연상                       | 후보 |        |
| 2004 | S.W.A.T. 특수기동대                   | NAACP 이미지 어워드                                    | 영화 부문 최우수 남우주연상                       | 후보 |        |
| 2004 | Grand Theft Auto: San Andreas         | 스파이크 비디오 게임 어워드                            | 남자부문 최우수 연기상                            | 수상 |        |
| 2005 | 코치 카터                             | 블랙 릴 어워드                                         | 최우수 남우주연상                                 | 후보 |        |
| 2006 | 코치 카터                             | NAACP 이미지 어워드                                    | 영화 부문 최우수 남우주연상                       | 수상 |        |
| 2008 | 아이언맨                              | IGN 어워드                                             | 최우수 카메오상                                   | 수상 | [ 54 ] |
| 2010 | 마더 앤드 차일드                      | 블랙 릴 어워드                                         | 최우수 남우조연상                                 | 후보 |        |
| 2010 | 마더 앤드 차일드                      | 인디펜던트 스피릿 어워드(미국 독립영화상)              | 최우수 남우조연상                                 | 후보 |        |
| 2011 | 마더 앤드 차일드                      | NAACP 이미지 어워드                                    | 영화 부문 최우수 남우조연상                       | 수상 |        |
| 2011 | 토르: 천둥의 신                       | IGN 어워드                                             | 좋아하는 카메오상                                 | 후보 |        |
| 2013 | 장고: 분노의 추적자                   | 블랙 릴 어워드                                         | 최우수 남우조연상                                 | 수상 |        |
| 2013 | 장고: 분노의 추적자                   | NAACP 이미지 어워드                                    | 영화 부문 최우수 남우조연상                       | 수상 |        |
| 2013 | 장고: 분노의 추적자                   | MTV 무비 & TV 어워드                                   | 최고의 WTF Moment상 (with 제이미 폭스)            | 수상 |        |
| 2013 | 장고: 분노의 추적자                   | MTV 무비 & TV 어워드                                   | 최고의 스크린 커플상 (with 레오나르도 디카프리오) | 후보 |        |
| 2015 | 캡틴 아메리카: 윈터 솔져              | 새턴상                                                 | 최우수 남우조연상                                 | 후보 | [ 55 ] |
| 2016 | 킹스맨: 시크릿 에이전트               | MTV 무비 & TV 어워드                                   | 최고의 악당상                                     | 후보 |        |